# Bubopsis zarudnyi
Bubopsis zarudnyi är en insektsart som beskrevs av Olga M. Martynova 1926. Bubopsis zarudnyi ingår i släktet Bubopsis och familjen fjärilsländor. Inga underarter finns listade i Catalogue of Life.